# Brittany Underwood

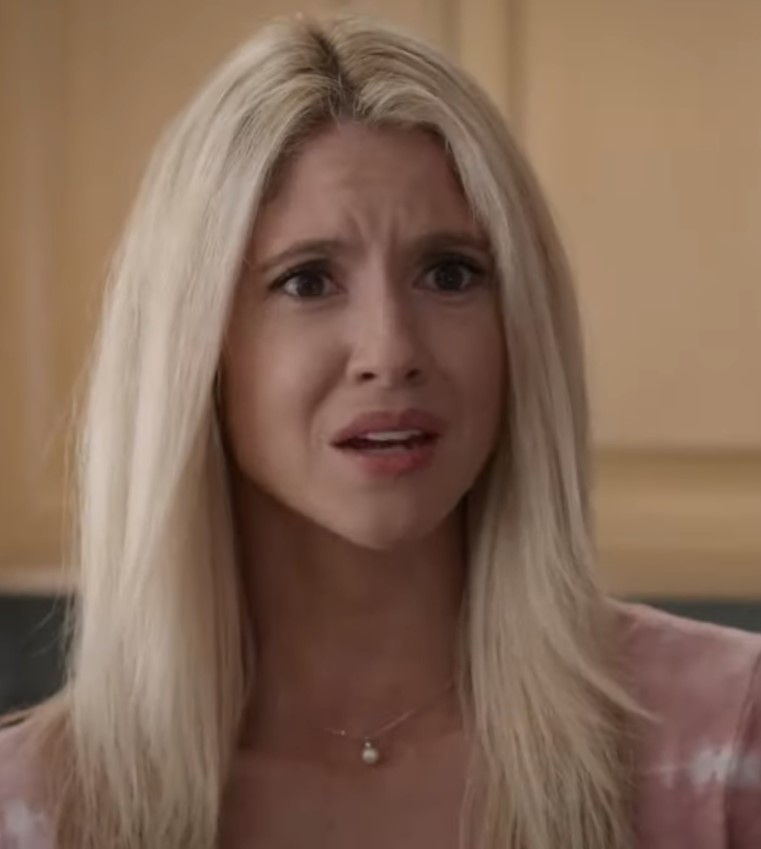
Brittany Underwood, 2021

Brittany Underwood (* 6. Juli 1988 in Newark, New Jersey) ist eine US-amerikanische Schauspielerin und Sängerin.

## Leben und Karriere
Brittany Underwood wurde im Juli 1988 in Newark, New Jersey als Tochter einer kolumbianischen Mutter und eines englisch abstammenden Vaters geboren. Sie wuchs mit ihrer älteren Schwester Brigitte in Mountain Lakes, New Jersey, auf. Neben der englischen Sprache beherrscht sie fließend die spanische Sprache. Außerdem hat sie einen schwarzen Gürtel in Taekwondo.
Ihr Schauspieldebüt gab Underwood 2005 in der Krimiserie Law & Order: Special Victims Unit. Im selben Jahr sprach sie für die Rolle der Miley Stewart in Hannah Montana vor, jedoch ging die Rolle an Miley Cyrus.
Von Mai 2006 bis Januar 2012 gehörte Underwood in der Rolle der Langston Wilde zur Hauptbesetzung der Daily-Soap Liebe, Lüge, Leidenschaft. Daraufhin erhielt sie 2012 die Hauptrolle der Loren Tate in der Soap Hollywood Heights. Für beide Fernsehserien nahm sie Songs auf, die in der jeweiligen Soap zu hören waren. Im April 2014 lief der Fernsehfilm Death Clique mit ihr in einer zentralen Rolle im US-amerikanischen Fernsehen.
Im Dezember 2012 veröffentlichte Underwood ihre erste Single Flow. Das dazugehörige Album Brittany Underwood erschien im Juni 2013.

## Filmografie (Auswahl)
- 2005: Law & Order: Special Victims Unit (Fernsehserie, Episode 7x01)
- 2006–2012: Liebe, Lüge, Leidenschaft (One Life to Live, Seifenoper)
- 2011: Margaret
- 2011: The Big C (Fernsehserie, Episode 2x06)
- 2012: Game Change – Der Sarah-Palin-Effekt (Game Change)
- 2012: Hollywood Heights (Fernsehserie, 80 Episoden)
- 2014: Tödliche Freundschaft (Death Clique, Fernsehfilm)
- 2015: Merry Kissmas (Fernsehfilm)
- 2016: Hidden Truth (Fernsehfilm)
- 2016: Hintergangen (Backstabbed, Fernsehfilm)
- 2017: Love on the Vines (Fernsehfilm)
- 2017: It Happened One Valentine's
- 2017: Deadly Vows
- 2017: The Bachelor Next Door (Fernsehfilm)
- 2018: Mein Weihnachtsglück – Eine zweite Chance für die Liebe (2nd Chance for Christmas)
- 2020: Off the Grid (Fernsehfilm)
- 2020: Dying for A Daughter
- 2021: A Deadly Bridenapping
- 2021: Hollywood.Con
- 2021: Assault on VA-33
- 2021: The Killer in My Backyard (Fernsehfilm)
- 2022: The Final Rose
- 2022: Mother's Deadly Son
- 2022: A Prince and Pauper Christmas (Fernsehfilm)

## Diskografie
Album
- 2013: Brittany Underwood

Single
- 2012: Flow
- 2013: California Wild
- 2013: Black Window